# Áedán mac Gabráin

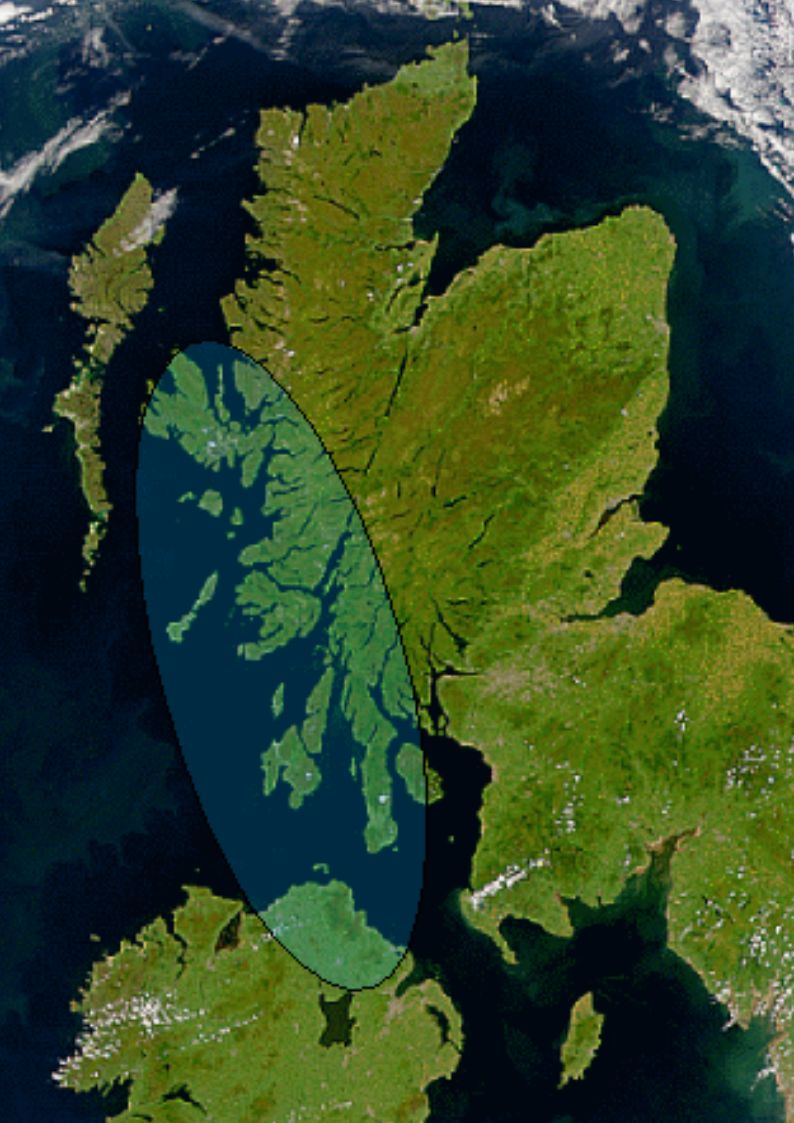
Imagem de satélite da Grã-Bretanha e Irlanda do Norte, mostrando a área aproximada de Dál Riata (sombreado).

Áedán mac Gabráin (ca. 530 - Kintyre, 608) foi rei de Dál Riata circa 574 até sua morte, talvez em 17 de abril de 609. O reino de Dál Riata situava-se na atual Argyll and Bute, Escócia, e parte do condado de Antrim, Irlanda do Norte. Registros genealógicos apontam Áedán como sendo filho de Gabrán mac Domangairt.
Foi contemporâneo de São Columba, e muito do que está registrado sobre sua vida e carreira vem da hagiografia, como A vida de São Columba, de Adomnán de Iona. Áedán aparece como um personagem em obras de prosa e verso em irlandês antigo e irlandês médio, algumas atualmente perdidas.
Os anais irlandeses registram as campanhas de Áedán contra seus vizinhos, da Irlanda e do norte da Grã-Bretanha, incluindo expedições às ilhas Órcades, à ilha de Man, e à costa leste da Escócia. Conforme registrado por Beda, Áedán foi derrotado por Etelfrido da Bernícia na batalha de Degsastan. Áedán pode ter sido deposto, ou abdicou, após esta derrota.

## Vizinhos
Áedán era o rei principal de Dál Riata, reinando sobre reis menores tribais. O Senchus fer n-Alban registra as subdivisões de Dál Riata nos séculos VII e VIII, mas não há registro do tempo de vida de Áedán. De acordo com o Senchus, Dál Riata era dividida em três sub-reinos, no século VII, cada um governado por um grupo de parentes nomeados por seu fundador epônimo. Eles eram: o de Cenél nGabráin, nomeado devido ao pai de Áedán, que governou Kintyre, Cowal e ilha de Bute; o de Cenél Loairn, ao norte de Argyll; e o de Cenél nÓengusa de Islay. Dentro destes, havia divisões menores ou tribos, que são nomeadas pelo Senchus. Detalhes da parte irlandesa do reino, são menos claros.
Os vizinhos situados na parte externa dos limites de Dál Riata eram: os pictos, ao norte, e os bretões do Hen Ogledd, as partes falantes do britônico, onde é hoje o Norte da Inglaterra e o sul das Terras Baixas da Escócia. O reino mais poderoso britânico na área era o Alt Clut, mais tarde conhecido por Strathclyde e Cúmbria. No final da vida de Áedán, o reino da Bernícia se tornaria o mais poderoso do norte da Grã-Bretanha.
Na Irlanda, Dál Riata fazia parte de Ulster, governado por Báetán mac Cairill do Dál Fiatach. Outro grupo importante em Ulster eram as tribos desunidas dos cruithnos (ou pictos), posteriormente conhecidos por Dál nAraidi. O mais importante rei cruithno, no tempo de Áedán, foi Fiachnae mac Báetáin. Além do reino de Ulster e, geralmente hostis a ele, existiam os vários reinos e tribos do Uí Néill e seus súditos e aliados. Dos reis de Uí Néill, Áed mac Ainmuirech, do Cenél Conaill, foi o mais importante durante o reinado de Áedán.

## Reinado

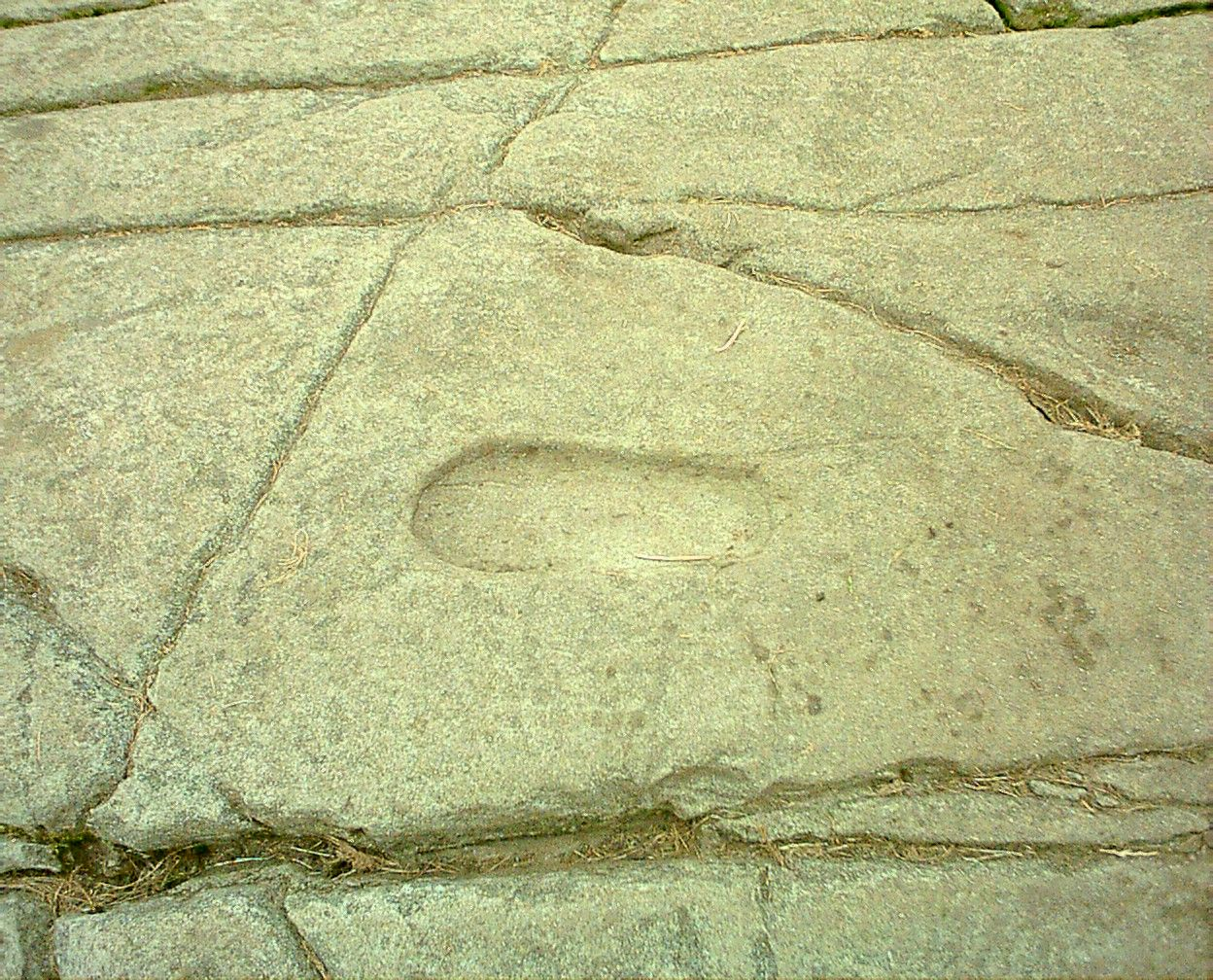
Pegada utilizada em cerimônias de escolha de reis, em Dunadd, Escócia.

Adomnán, o Senchus fer n-Alban e os anais irlandeses, registram Áedán como filho de Gabrán mac Domangairt (morto ca. 555-560). Um poema galês afirma que a mãe de Áedán era filha do rei Dyfnwal Hen de Alt Clut. O texto galês Bonedd Gwŷr y Gogledd (O Descendente dos Homens do Norte) também indica uma descendência de Dumnagual, embora a genealogia seja muito confusa. O irmão de Áedán, Eoganán é conhecido através de Adomnán, e sua morte é registrada ca. 597. O Senchus cita os nomes de três outros filhos de Gabrán: Cuildach, Domnall, e Domangart. Ainda não se sabe nada de Cuildach e Domangart ou de seus descendentes, Adomnán menciona um certo Ioan, filho de Conall, filho de Domnall, "que pertencia à linhagem real dos Cenél nGabráin", mas isto é geralmente entendido como Ioan sendo um parente do Cenél nGabráin, e seu avô chamado Domnall pensa-se não ser a mesma pessoa do irmão de Áedán, Domnall.
Áedán tinha cerca de quarenta anos quando se tornou rei, após a morte de seu tio Conall mac Comgaill, em 574. A sua sucessão como o rei pode ter sido contestada; Adomnán afirma que Columba favoreceu a candidatura do irmão do Áedán, Eoganán. Adomnán alega que Áedán foi ordenado rei por Columba, o primeiro exemplo de uma ordenação conhecida na Grã-Bretanha e na Irlanda.
Em 574, após o relato da morte de Conall, os Anais de Ulster e os Anais de Tigernach registram uma batalha em Kintyre, chamada de Batalha de Teloch ou Delgu. O local exato da batalha não é identificado. Os anais concordam que "Dúnchad, o filho de Conall, o filho de Comgall, e muitos outros filhos dos aliados de Gabrán, morreram". Em 575, os Anais de Ulster relatam "a grande convenção de Druim Cett", em Mullagh, ou Daisy Hill perto de Limavady, presidida por Áed mac Ainmuirech e Columba. Adomnán relata que Áedán estava presente na reunião. O objetivo da reunião não é totalmente certo, mas um acordo feito lá concedeu o estatuto de reino de Áedán. Áedán e Áed acordaram que enquanto a frota de Dál Riata servisse à Uí Néill, nenhum tributo seria pago a eles, e os guerreiros só seriam convocados das terras de Dál Riata, na Irlanda.
A razão para este acordo, pensa-se ter sido a ameaça sofrida por Áedán, e também por Áed, pelo rei Báetán mac Cairill. Diz-se que Báetán forçou o rei de Dál Riata a prestar-lhe homenagem em Rosnaree, na península de Islandmagee. Pensa-se que Áedán é o rei em questão, e as fontes de Ulster dizem que Báetán coletou tributos da Escócia. Após a morte de Báetán, em 581, os colonos de Ulster abandonaram a ilha de Man, que tinha sido capturada no reinado de Báetán, talvez forçados por Áedán, que tem um registro de ter lutado lá ca. 583. Antes disso, por volta de 580, diz-se ter Áedán invadido as Órcades, que tinham sido conquistadas por Bridei, filho de Maelchon, rei dos pictos, em data anterior.
As campanhas de Áedán na ilha de Man têm sido por vezes confundidas com a batalha contra os Miathi mencionado por Adomnán. Os Miathi parecem ter sido os meatas, uma tribo na região do alto rio Forth. Esta campanha foi bem sucedida, mas os filhos de Áedán, Artúr e Eochaid Find, foram mortos na batalha de acordo com Adomnán. Esta batalha pode ter ocorrido por volta de 590 e registrada como a Batalha de Leithreid, ou Leithrig.
A Profecia de Berchán, diz de Áedán: "Treze anos (um após o outro) [ele lutaria contra] os pictos". O único registro de batalha entre Áedán e os pictos parece ter ocorrido em Circinn, em 599, ou depois, onde Áedán foi derrotado. Os anais mencionam a morte de seus filhos aqui. Sugere-se que essa batalha foi confundida com a "Batalha de Asreth", em Circinn, travada por volta de 584, na qual Bridei, filho de Maelchon, foi morto. Esta batalha é descrita como sendo "travada entre os próprios pictos".
Uma série de tradições galesas aponta para uma guerra entre Áedán e o rei Rhydderch Hael de Alt Clut, o reino do norte britânico conhecido mais tarde como Strathclyde. Adomnán relata que Rhydderch enviou um monge chamado Luigbe para Iona para falar com Columba "pois queria saber se ele seria morto por seus inimigos ou não". Uma tríade galesa cita a pilhagem de Áedán, de Alt Clut, como uma das "três pilhagens desenfreadas da Grã-Bretanha", e o poema Peiryan Vaban fala de uma batalha entre Áedán e Rhydderch. O épico perdido irlandês Orgain Sratha Cluada geralmente pensa-se referir ao ataque a Alt Clut, em 870 pelos viquingues, mas MacQuarrie sugere que ele pode se referir a um ataque por Áedán, a Rhydderch.

## Degsastan e após
Degsastan parece não ter sido a primeira batalha entre Áedán e os bernicianos. A morte de seu filho Domangart na terra dos saxões é mencionada por Adomnán, e presume-se que Bran morreu na mesma batalha de outra forma não registrada.
Das raízes desse conflito, Beda menciona apenas que Áedán estava alarmado com as conquistas de Etelfrido. Onde quer que a batalha de Degsastan foi travada, Beda viu-a como situada na Nortúmbria. A batalha foi uma vitória decisiva para Etelfrido e Beda diz, com cautela, que "daquele dia até hoje, nenhum rei dos irlandeses na Grã-Bretanha se atreveu a guerrear com os ingleses". Embora vitorioso, Etelfrido sofreu perdas; Beda nos conta que seu irmão Theodbald foi morto com todos os seus comandados. Theodbald parece ser chamado de Eanfrith em fontes irlandesas, onde o nome de seu assassino é citado como Máel Umai mac Báetáin do Cenél nEógain, filho do grão-rei Báetán mac Ninnedo. O poema irlandês Compert Mongáin diz que o rei de Ulster, Fiachnae mac Báetáin do Dál nAraidi, ajudou Áedán contra os saxões, talvez em Degsastan. A Crônica anglo-saxã menciona que Hering, filho do rei Hussa da Bernícia, estava presente, aparentemente lutando com Áedán.
Após a derrota de Degsastan, os anais não relatam mais nada sobre Áedán até sua morte em torno de seis anos mais tarde, talvez em 17 de abril de 609, a data fornecida pelo Martirológio de Tallaght, escrito por volta de 800. Os Anais de Tigernach dão a sua idade com 74 anos. A Profecia de Berchán coloca sua morte em Kintyre e diz: "ele não será rei no momento de sua morte", enquanto que no século XII, a Acta Sancti Lasriani afirma que ele foi expulso da realeza. John de Fordun, escritor do século XIV, acreditava que Áedán foi enterrado em Campbeltown, Kintyre.

## Os descendentes de Áedán
Áedán foi sucedido por seu filho Eochaid Buide. Adomnán cita a profecia de Columba, de que os irmãos mais velhos de Eochaid iriam falecer antes de seu pai. Outros filhos de Áedán são nomeados pelo Senchus fer n-Alban como: Eochaid Find, Tuathal, Bran, Baithéne, Conaing, e Gartnait. Adomnán também nomeia Artúr, chamado de filho de Conaing no Senchus, e Domangart, que não está incluído no Senchus. Domangart também pode ter sido um neto, ao invés de filho de Áedán, mais provavelmente um outro filho de Conaing. A principal linha de reis de Cenél nGabráin eram os descendentes de Eochaid Buide através de seu filho Domnall Brecc, mas os descendentes de Conaing contestaram com sucesso o direito ao trono ao longo do século VII e até o século VIII.
Foi sugerido que Gartnait, filho de Áedán, poderia ser a mesma pessoa de Gartnait, filho de Domelch, rei dos pictos, cuja morte é registrada por volta de 601, mas isto assenta a ideia da matrilinearidade picta, que tem sido criticada. Muito menos, certamente, tem-se argumentado que o sucessor de Gartnait, na lista dos reis pictos, Nechtan, era seu neto e, portanto, bisneto de Áedán.
Das filhas de Áedán, menos se sabe. Maithgemm, também registrada como Gemma, casou com um príncipe chamado Cairell do Dál Fiatach. Os nomes das esposas de Áedán não estão registradas, mas foi dito ser uma de origem britânica, e outra pode ter sido uma mulher picta chamada Domelch, se de fato Gartnait, filho de Domelch e Gartnait, filho de Áedán forem a mesma pessoa.